# Draft d'espansione NBA 1966
Il draft d'espansione 1966 si è svolto tra il 30 aprile e il 1º maggio 1966, per la formazione dei Chicago Bulls.

## Giocatori selezionati
| Giocatore      | Posizione           | Nazionalità | Squadra precedente     |
| -------------- | ------------------- | ----------- | ---------------------- |
| John Barnhill  | playmaker           | Stati Uniti | Detroit Pistons        |
| Al Bianchi     | guardia             | Stati Uniti | Philadelphia 76ers     |
| Ron Bonham     | ala piccola         | Stati Uniti | Boston Celtics         |
| Bob Boozer     | ala grande          | Stati Uniti | Los Angeles Lakers     |
| Nate Bowman    | centro              | Stati Uniti | Cincinnati Royals      |
| Len Chappell   | ala grande          | Stati Uniti | New York Knicks        |
| Barry Clemens  | ala grande          | Stati Uniti | New York Knicks        |
| Keith Erickson | ala piccola/guardia | Stati Uniti | San Francisco Warriors |
| Red Kerr       | centro/ala grande   | Stati Uniti | Baltimore Bullets      |
| Jim King       | playmaker           | Stati Uniti | Los Angeles Lakers     |
| Don Kojis      | ala piccola         | Stati Uniti | Detroit Pistons        |
| McCoy McLemore | ala grande/centro   | Stati Uniti | San Francisco Warriors |
| Jeff Mullins   | guardia/ala piccola | Stati Uniti | St. Louis Hawks        |
| Jerry Sloan    | guardia/ala piccola | Stati Uniti | Baltimore Bullets      |
| Tom Thacker    | guardia             | Stati Uniti | Cincinnati Royals      |
| John Thompson  | ala grande          | Stati Uniti | Boston Celtics         |
| Gerry Ward     | guardia             | Stati Uniti | Philadelphia 76ers     |
| Jim Washington | ala grande          | Stati Uniti | St. Louis Hawks        |